# Primula alpicola
Primula alpicola là một loài thực vật có hoa trong họ Anh thảo. Loài này được (W.W. Sm.) Stapf miêu tả khoa học đầu tiên năm 1932.

## Hình ảnh

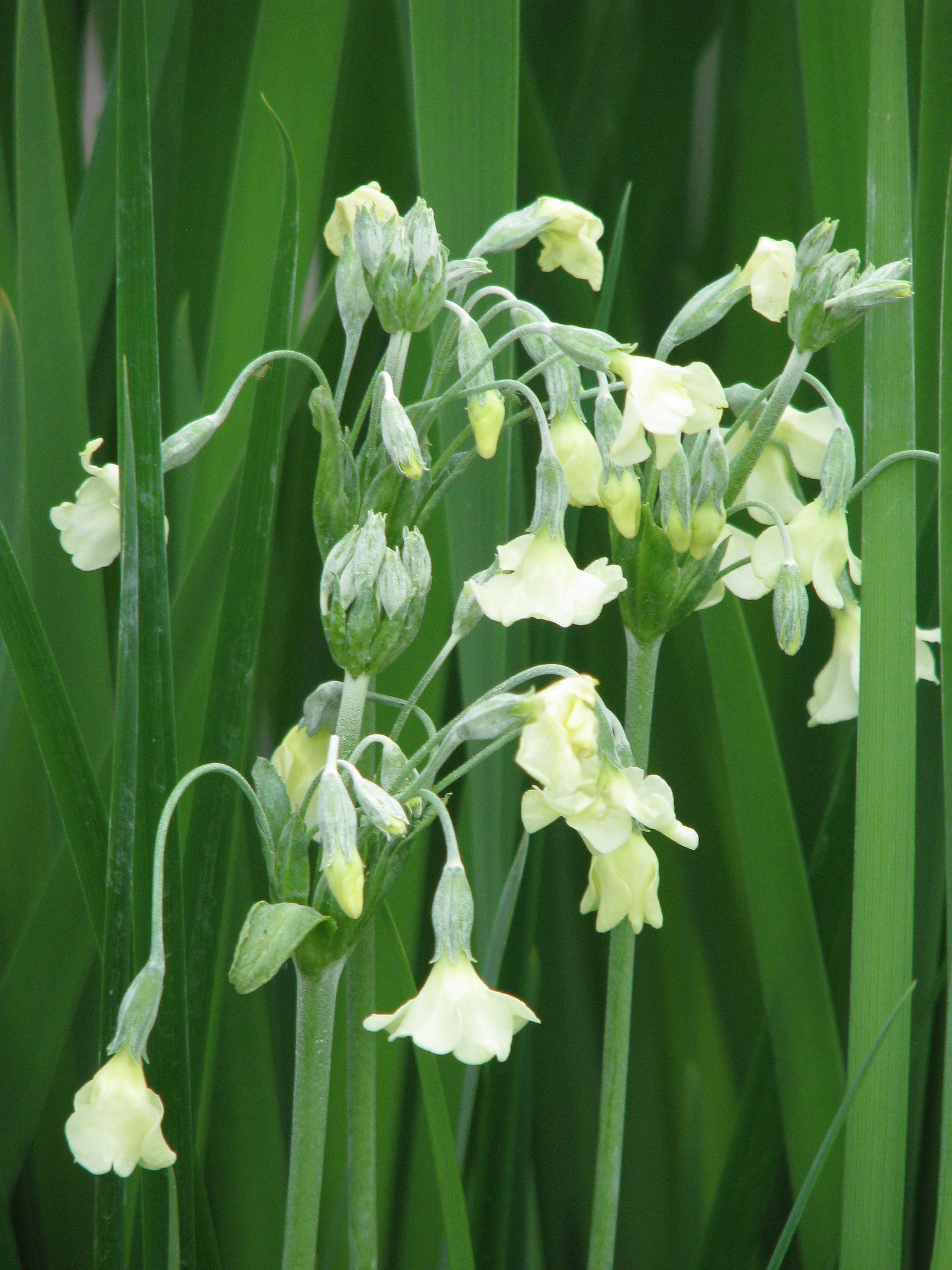